# Kiyota
Kiyota o Kiyota-Ku (清田区) és un districte de la ciutat de Sapporo, Hokkaido, Japó. Es tracta del districte de creació més recent, ja que se separà del de Toyohira el 4 de novembre de 1997.
El districte limita amb quatre més a la ciutat de Sapporo (Toyohira, Shiroishi, Atsubetsu i Minami) i amb dues ciutats: Kitahiroshima i Eniwa.
El districte de Kiyota és l'únic de tot Sapporo que no té servei de ferrocarrils.